# Łabiszewo
Łabiszewo (deutsch Labüssow, kaschubisch Łabùszewò) ist ein Dorf im Powiat Słupski (Kreis Stolp) der polnischen Woiwodschaft Pommern.

## Geographische Lage
Łabiszewo liegt in Hinterpommern, etwa 19 Kilometer südöstlich der Stadt Słupsk (Stolp) und zweieinhalb Kilometer nördlich des Kirchdorfs Dobieszewo (Groß Dübsow).

## Geschichte
Das Rittergut Labüssow war ehemals ein altes Lehen der Familie Puttkamer, das später nacheinander auch Angehörige der Familien Zitzewitz und Gottberg besessen hatten. Das zugehörige Dorf war in Form eines kleinen Sackgassendorfs angelegt worden. Nach dem Tod des Großgrundbesitzers Franz Döring von Gottberg, der neben Labüssow noch weitere Güter besessen hatte, gelangte Labüssow für 5.333 Reichstaler an seine beiden Söhne Christian Lorenz von Gottberg und Martin Heinrich von Gottberg. Nachdem letzterer verstorben war, war Christian Lorenz von Gottberg der alleinige Besitzer. Im Jahr 1773 wurde Labüssow für 5.300 Reichstaler an Caspar Heinrich vom Zitzewitz verkauft. Um 1784 gab es in Labüssow ein Vorwerk, sieben Bauern, auf der Feldmark des Dorfs ein weiteres Vorwerk, Birkhof genannt, mit einer Holzwärterwohnung und insgesamt 14 Haushaltungen.
Gegen Ende des 18. Jahrhunderts und im 19. Jahrhundert saßen die Gottbergs wieder auf Labüssow. 1847 war Jakob Franz Johann Friedrich von Gottberg der Besitzer des Ritterguts, dann dessen Sohn Otto von Gottberg († 1888). Im Jahr 1900 wurde das Gut Labüssow von Ulrich von Gottberg verkauft. 1939 befand sich das Gut im Besitz von Frau von Steegen, geb. von Zitzewitz.
Im Jahr 1925 standen in Labüssow 73 Wohngebäude. 1939 wurden 94 Haushaltungen und 397 Einwohner gezählt.
Bis 1945 gehörte das Dorf Labüssow zum Landkreis Stolp im Regierungsbezirk Köslin der Provinz Pommern. Die Gemeindefläche war 1.322 Hektar groß. In der Gemarkung Labüssow gab es insgesamt drei Wohnorte:
- Friedrichsfelde
- Labüssow
- Marienfelde

Außer dem zuletzt 1.050 Hektar großen Gut gab es in Labüssow 19 landwirtschaftliche Betriebe.
Gegen Ende des Zweiten Weltkriegs wurde Labüssow am 8. März 1945 von der Roten Armee besetzt. Später kamen Polen und übernahmen Häuser und Gehöfte des Dorfs. Labüssow wurde in Łabiszewo umbenannt. Die deutschen Dorfbewohner wurden vertrieben.
Später wurden in der Bundesrepublik Deutschland 191 und in der DDR 122 aus Labüssow gekommene Dorfbewohner ermittelt.
Das Dorf hat heute etwa 260 Einwohner.

### Schule
Vor 1938 war die Volksschule von Labüssow dreistufig. Im Jahr 1932 unterrichteten dort zwei Lehrer in drei Klassen 69 Schulkinder. Am 15. August 1938 wurde eine neue zweiklassige Schule eingeweiht. Im neuen Schulgebäude befanden sich zwei Wohnungen, und es gehörte ein Wirtschaftsgebäude dazu.

### Kirche
Die vor 1945 in Labüssow anwesende Bevölkerung war überwiegend evangelischer Konfession. Im Jahr 1925 hatte das Dorf vier Bewohner katholischer Religionszugehörigkeit. Labüssow gehörte zum Kirchspiel Groß Dübsow und damit zum Kirchenkreis Stolp-Altstadt.